# Mercedes Cabello
Mercedes Cabello (Moquegua, 7 de fevereiro de 1845 - Lima, 12 de outubro de 1909) foi uma escritora peruana e pioneira na luta pelos direitos das mulheres de seu país. Em suas obras e ensaios literários destacava os problemas socais que afligiam a sociedade peruana na época; e apoiava a educação e as oportunidades de empregos para as mulheres peruanas. Também foi a percursora do romance realista peruano.
Suas obras sofreram influencia das escolas literárias do positivismo e do naturalismo; e possuíam um toque dramático, propício do romantismo.

## Biografia
Nasceu no dia 7 de fevereiro de 1845, na cidade peruana de Moquegua, como Juana Mercedes Cabello Llosa. Na sua infância e adolescência, foi educada para ser dona de casa, o que era comum na época, e a ensinaram piano, costura e francês. Por volta de 1865, mudou-se para Lima, onde conheceu Urbano Carbonera, com quem se casou anos depois. Divorciou-se, devido aos atos de adultério praticado por seu marido. Após o divorcio, se dedicou a carreira de escritora.
Passou a escrever para jornais e revistas, tanto nacionais quanto internacionais, usando o pseudônimo de Enriqueta Pradel. Depois passou a usar o seu próprio nome. Desde de 1876, frequentava as noites literárias organizadas por Juana Manuela Gorriti.
Após ganhar o prêmio Ateneo de Lima, pelo romance Sacrificio y Recompensa escrito em 1886, recebeu muitos insultos e criticas dos homens intelectuais da época, por não acharem adequado uma mulher se destacar no meio literário.

Em seus ensaios escrevia sobre a condição social da mulher, e apoiava uma educação mais abrangente e oportunidades de emprego para as mulheres peruanas. Em um de seus ensaios escreveu:
"Es preciso que el hombre no vea en ella a un ser débil sumido en la ignorancia y privado de la luz de las ciencias. Para que ella pueda combatir  los errores del hombre es preciso darle una instrucción sólida y vasta." (em português: É necessário que o homem não veja nela um ser fraco, perdido na ignorância e privado da luz da ciência. Para combater os erros dos homens, é necessário dar-lhes instruções sólidas e extensas.)
Em 1892, quando escreveu sua obra mais polêmica, El Conspirador, que fala sobre um político sem ética, Cabello foi insultada e sofreu ataques à sua identidade de gênero. E por se declarar contra a educação católica de meninas, passou a ser atacada também pelo clero. No ano de 1898, viajou para o Chile, em um autoexílio. Durante este período escreveu para alguns jornais e revistas chilenas. Em 1899, viajou para Argentina, e retornou para o Peru, em 1900.
Logo após seu retorno ao Peru, foi internada no Manicômio de El Cercado, devido a loucura que a sífilis lhe provocou; naquela época não existia remédios ou tratamentos para a doença. Cabello faleceu em 12 de outubro de 1909.
As obras Sacrificio y Recompensa, Blanca Sol, Las consecuencias, El conspirador, autobiografia de un hombre público, Novela moderna: estudio filosófico e La Religión de la Humanidad: Carta al señor Dn. Juan Enrique Lagarrigue foram declaras como Patrimônio Cultural da Nação peruana, pelo Ministério da Cultura, e se encontram mantidos na Biblioteca Nacional do Perú (BNP) acessíveis ao público.

## Obras
- 1886 - Sacrificio y Recompensa.[5]
- 1886 - Los amores de Hortensia.[1]
- 1889 - Blanca Sol.[5]
- 1889 - Las Consecuencias.[5]
- 1892 - El Conspirador, autobiografia de un hombre público.[5]
- 1892 - Novela moderna: estudio filosófico.[5]
- 1893 - La Religión de la Humanidad: Carta al señor Dn. Juan Enrique Lagarrigue.[5]
- 1893 - El Conde Leon Tolstoy.[6]